# Південний Кардамон (національний парк)
Національний парк Південний Кардамон — національний парк у Камбоджі. Засновано 9 травня 2016 року і охоплює 4,104 км² у південних частинах Кардамонових гір. Національний парк адміністративно розділений на три сектори; Західний сектор, Центральний сектор і Східний сектор.
Національний парк Південний Кардамон з'єднує існуючі охоронні території в Великих Кардамонових горах і навколо них, забезпечуючи загальну безперервну територію під захистом 18,211 км². Інші охоронювані території в ландшафті включають заповідник дикої природи Пном Самкос, Центральні Кардамонові гори та заповідник дикої природи Пном Аурал, що охоплюють північні частини Кардамонових гір, а також заповідник дикої природи Пім Красоп, Національний парк Ботум Сакор і Національний парк Кіріром на південь від парку. Окрім захисту середовищ існування та коридорів дикої природи для великих тварин, головною метою національного парку є створення безпечного захисту дикої природи для повторної інтродукції тигрів у Камбоджу. Тигри вимерли в Камбоджі в 2007 році.

## Фауна
Парк є домом для понад 60 тварин, яким загрожує зникнення, таких як малайський сонячний ведмідь і яванський панголін, ірравадський дельфін і сіамський крокодил. У парку росте 17 видів дерев, які знаходяться під загрозою зникнення, деякі з яких є ендеміками Камбоджі.

## Охорона
Охороною парку опікується Управління лісового господарства Камбоджі у співпраці з Global Conservation Agency та Wildlife Alliance. Global Conservation — міжнародна організація, що спеціалізується на захисті всесвітньої спадщини ЮНЕСКО, що перебуває під загрозою зникнення, і національних парків у країнах, що розвиваються.
Частина заповідної території є частиною проєкту Південний кардамон REDD+ (SCRP). Х'юман Райтс Вотч розкритикувала цей проєкт за вигнання представників етнічної групи Чонг з їхніх корінних земель, що спонукало Верру розпочати розслідування інциденту.